# ليون نوزاوا
ليون نوزاوا (باليابانية: 野澤 零温) (مواليد 21 يوليو 2003) هو لاعب كرة قدم ياباني.

## وصلات خارجية
- ليون نوزاوا على موقع رابطة كرة القدم اليابانية للمحترفين (اليابانية)
- ليون نوزاوا على موقع قاعدة بيانات كرة القدم.إي يو (الإنجليزية)
- ليون نوزاوا على موقع Soccerway.com (الإنجليزية)
- ليون نوزاوا على موقع عالم كرة القدم.نت (الإنجليزية)